# Мнонги
Мно́нги (м'нонг, в'єт. M'Nông) — народ у В'єтнамі та Камбоджі, належить до південної групи гірських кхмерів. У Камбоджі назва народу вимовляється пнонг або пхнонг.
Мнонги складаються з різних локальних груп. У В'єтнамі це буданг (в'єт. Bu-dâng), куєнь (в'єт. Kuyênh), пранг (в'єт. Prâng), ґар (в'єт. Gar), пре (в'єт. Preh), бунор (в'єт. Bu Nor), нонг (в'єт. Nông), кіл (в'єт. Chil), рлам (в'єт. Rlăm), б'єт (в'єт. Biêt), сито (в'єт. Si-tô) та ін. В межах Камбоджі живуть б'єт, пре, бунар (бунор), бурунг, дипрі, будонг (буданг) та ін. Всі вони зберігають спільну мову, традиційну культуру та звичаї свого народу.
Серед своїх сусідів мнонги відомі як спеціалісти з одомашнення диких слонів.
Зазнали впливу з боку гірських чамів.

## Розселення і чисельність
У В'єтнамі живуть на Центральному нагір'ї Тейнгуєн (в'єт. Tây Nguyên), переважно в провінціях Даклак і Дакнонг, найбільше у повітах Буондон, Лак і Кронгбонг провінції Даклак.
Чисельність мнонгів у В'єтнамі, за даними перепису населення 2009 року, становила 102 741 особу, найбільше в провінціях Даклак 40 344 особи (2,33 % із 1 733 624 всього населення) та Дакнонг 39 964 особи (8,17 % із 489 392), помітні групи також проживають у провінціях Ламдонг 9 099 осіб, Біньфиок 8 599 осіб та Куангнам 4 026 осіб.
Етнічний масив мнонгів продовжується й по інший бік в'єтнамо-камбоджійського кордону. Більшість їх розселена в провінції Мондулкірі, окремі групи розкидані також по території інших північно-східних гірських провінцій Камбоджі. За даними перепису населення 2008 року, в цій країні проживало 35 507 носіїв мнонзької мови. Дані перепису населення Камбоджі 1998 року зафіксували 21 996 носіїв мнонзької мови в п'яти північно-східних провінціях, найбільше в провінціях Мондулкірі 18 036 осіб та Кратьє 3 166 осіб.

## Мова
Мнонзька мова належить до південнобанарської групи мон-кхмерської гілки австроазійської мовної сім'ї.
Кожна локальна група користується власним діалектом, але більшість із них є взаємно зрозумілими. Існують певні відмінності між мнонзькою мовою в Камбоджі та В'єтнамі, обумовлені зовнішніми впливами відповідно з боку кхмерської або в'єтнамської мов. Вони ускладнюють розуміння між мнонгами цих країн.
Більшість мнонгів у В'єтнамі, крім рідної мови, володіє в'єтнамською, а в Камбоджі — кхмерською. Шкільне навчання серед мнонгів у цих країнах також ведеться в'єтнамською або кхмерською мовою відповідно.
У 1960-х роках у В'єтнамі американськими християнськими місіонерами для мнонзької мови була розроблена абетка на основі латиниці. Під час війни у В'єтнамі 1959—1975 рр. В'єтконг друкував пропагандистські листівки мнонзькою мовою та розповсюджував їх серед членів цієї етнічної групи.
Були спроби поширення мнонзької латиниці на території Камбоджі, проте вони наштовхнулось на протидію з боку уряду країни. В Камбоджі вважають, що впровадження цього письма не відповідає потребам країни й спрямоване на відокремлення мнонзької меншини від центральної влади. За схвалення уряду спільними зусиллями неурядових організацій, академічних лінгвістів та християнських місіонерів у Камбоджі була розроблена мнонзька писемність на базі кхмерського письма.
Мнонзька грамотність є відносно недавнім явищем й охоплює лише незначну частину народу. Більшість грамотних мнонгів користуються в'єтнамською або кхмерською мовою.

## Історія
Мнонги є давніми жителями нагір'я Тейнгуєн. У II—XV ст. входили до складу держави Чампа. Згодом райони розселення мнонгів були стратегічною ареною протиборства в'єтнамських, лаоських та кхмерських держав. У другій половині XIX ст. опинилися в складі Французького Індокитаю. Після проголошення незалежності В'єтнаму та Камбоджі в 40-ві роки XX ст. етнічні землі мнонгів виявилися поділеними між цими країнами.
Характерною рисою мнонгів є їх прагнення до незалежності. В часи В'єтнамської війни (1959—1975) мнонги разом із іншими групами монтаньярдів співпрацювали зі Сполученими Штатами, щоб спробувати перемогти Національний фронт визволення Південного В'єтнаму та північних в'єтнамців в рамках своєї тисячолітньої боротьби проти в'єтнамського панування. Як наслідок, після війни, яка скінчилася поразкою американців та їх в'єтнамських союзників, багато мнонгів вирішило шукати притулок у США та Австралії або в таборах біженців на території Камбоджі. Ті, що залишилися, зазнали утисків і репресій.
Зазнали випробовувань у XX ст. і мнонги на території Камбоджі. У 1970 році Сполучені Штати почали масові бомбардування в цьому районі, й місцеві жителі змушені були кидати домівки й тікати до лісу. З приходом до влади червоних кхмерів у селян було конфісковано майно, гірським народам було заборонено використовувати власні культурні традиції та розмовляти місцевими мовами, їх переселяли в рівнинні райони, де примушували вирощувати рис. Близько 4 000 мнонгів за часи правління Пол Пота (1975—1979) втекли до В'єтнаму, але більшість із них змушена була повернутися в середині 80-х років. Ще близько 1 000 перебралися до Таїланду; ці групи повернулися додому наприкінці 1990-х років, після падіння режиму червоних кхмерів.

## Поселення

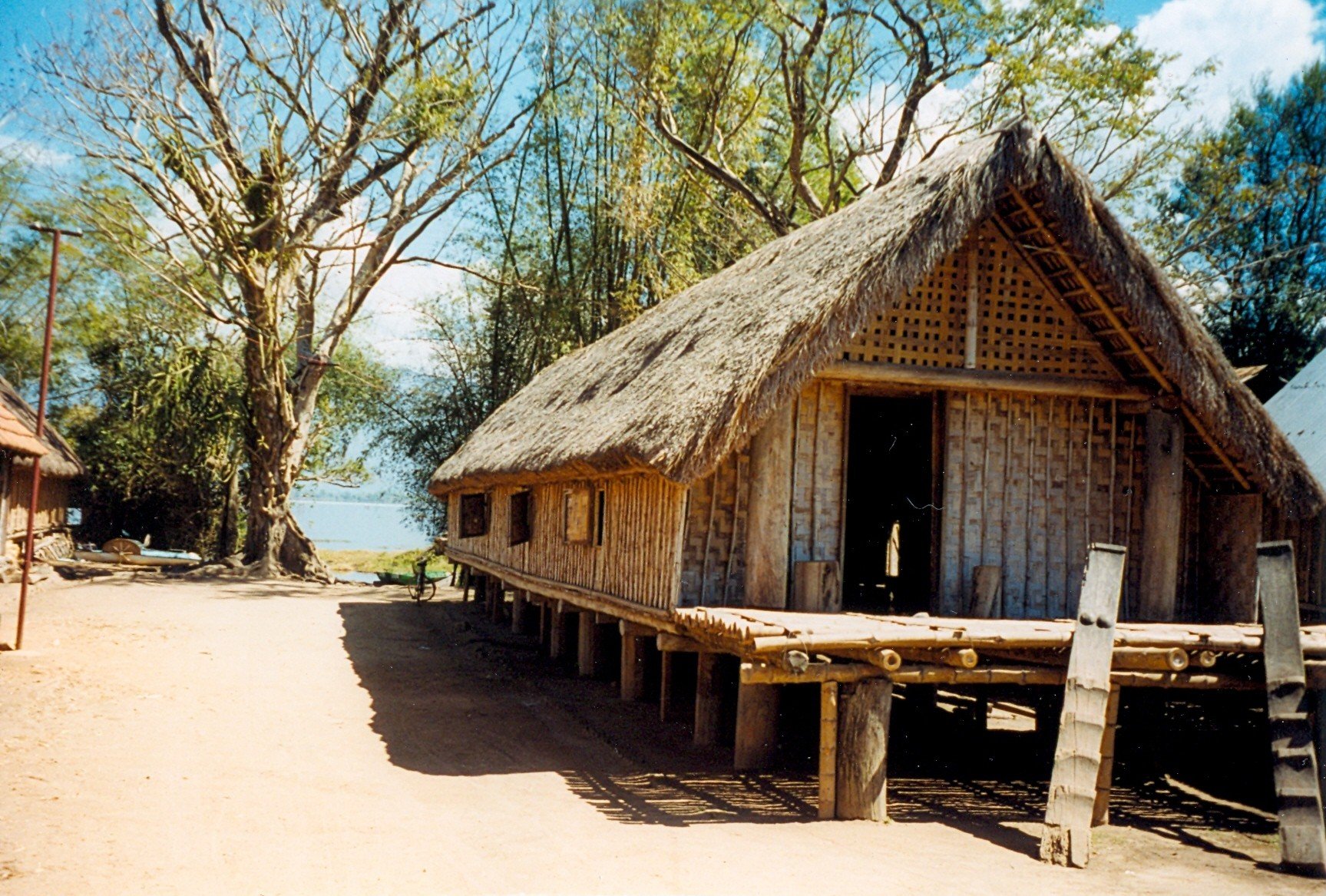
Традиційна довга хата мнонгів.

Мнонзькі села зазвичай розташовані в долинах або біля підніжжя гір. Поруч обов'язково має бути річка, струмок або озеро, з якого люди беруть воду для повсякденного використання.
Планування села та конструкція житла залежить від місцевого рельєфу і традицій кожної локальної групи. Групи ґар, пре, пранг ставлять хати прямо на землі, а їхній дах майже сягає поверхні землі. В групах куєнь, кіл, б'єт хати будують на невисоких палях, підлога в них знаходиться трохи вище землі. Представники групи рлам споруджують хати на високих палях, так, як це роблять їх сусіди еде. Каркас усіх типів хат роблять з деревини та бамбука, а дах криють соломою.
У минулому мнонги жили у довгих хатах, розрахованих на цілу групу родичів. Залежно від кількості членів цієї великої сім'ї, довжина такої хати могла сягати 100 метрів (звичайний розмір становить 20-30 метрів). Уздовж одного боку хати розташовувались спальні кімнати, з іншого боку знаходились приміщення для зібрань, зберігання харчів та приготування їжі. Кожна нуклеарна сім'я мала власну спальну кімнату і власне вогнище. Топили по-чорному, так що у хаті було повно диму. Часто хата не мала вікон. Більша частина сільськогосподарської продукції та інструментів зберігалася в зерносховищі, розташованому позаду хати.
Зараз мнонги практично не користуються традиційними довгими хатами. Люди тепер живуть в невеликих хатах, розрахованих на нуклеарну сім'ю. Кожне село нараховує кілька десятків хат.

## Основні заняття

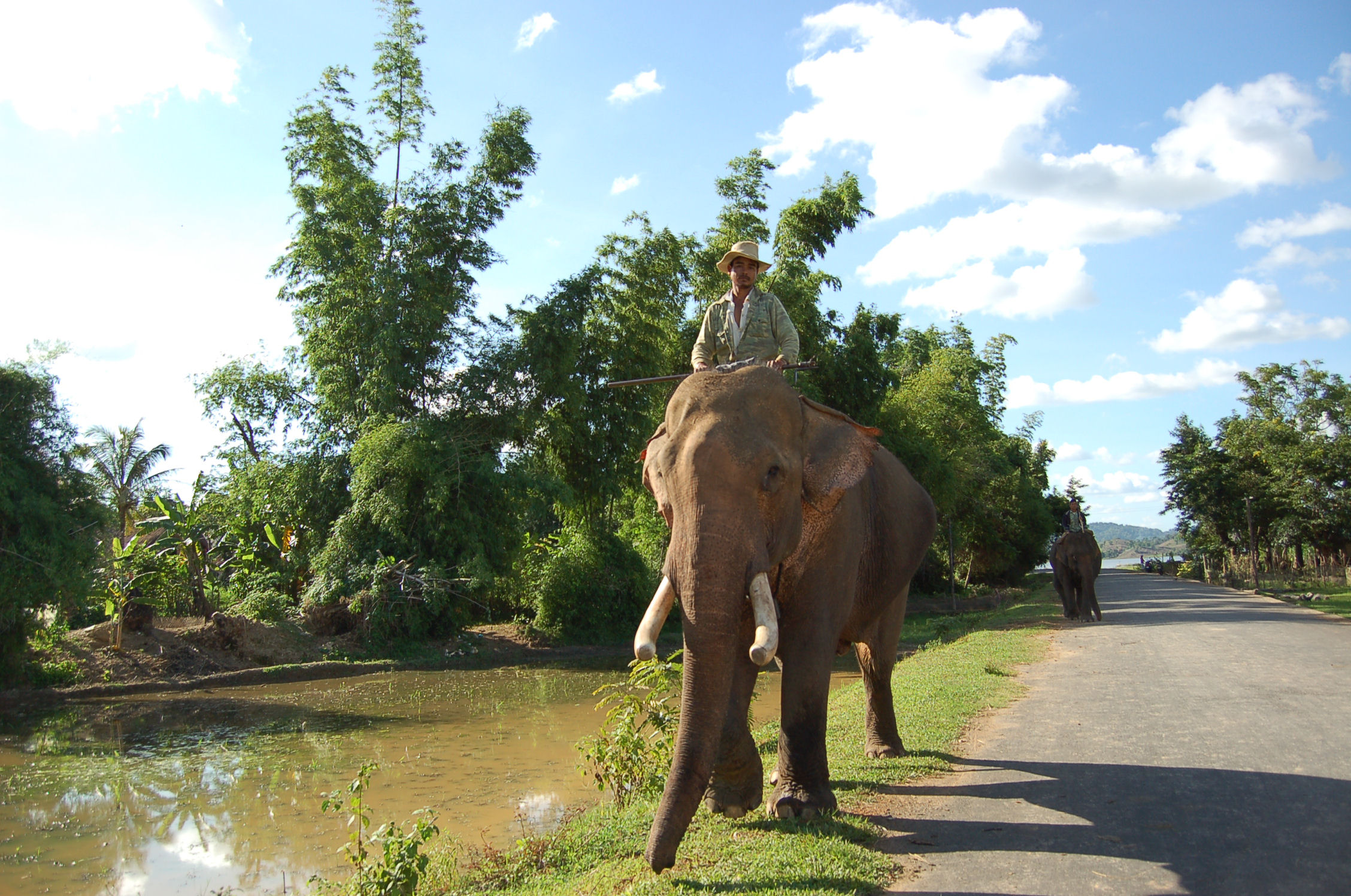
Слони у мнонзькому селі в провінції Даклак, В'єтнам.

Традиційна економіка мнонгів заснована на підсічно-вогневому землеробстві. Щороку в сухий зимовий сезон вони розчищають від лісу нову земельну ділянку. Попіл запліднює ґрунт. Сівбу проводять у квітні до початку перших весняних дощів. Після збирання врожаю ділянку кидають і переходять на нову. Раніше до старої ділянки поверталися приблизно за 20 років. Тепер, коли багато сімей відчувають нестачу землі, цикл скоротився, і земля перебуває під паром в середньому 8-10 років.
Головною сільськогосподарською культурою є рис. Більшість локальних груп вирощує гірський суходільний рис, групи рлам, ґар, кіл, пред займаються вирощуванням вологого рису. Вирощують також пшеницю, боби, касаву, солодку картоплю, овочі, баштанні культури, тютюн, цукрову тростину. Раніше вирощували також бавовник і робили з нього домоткане полотно. Тепер в цьому немає потреби, дешевше купити тканини промислового виробництва.
Сільськогосподарських знарядь мало. Основними інструментами є мотика з випуклим лезом для скопування ґрунту, сокира для вирубки лісу, довгий кривий ніж для зрізання трави, палиця-копачка з металевим наконечником, що використовується під час сівби, спеціальні граблі для виривання з корінням бур'янів і серп для збирання врожаю.
Займаються також збиральництвом, мисливством і рибальством. Збирають у лісі дикорослі фрукти, їстівне коріння, мед, віск, деревину, бамбук, ротанг. Мисливство відіграє важливу роль у формуванні харчового раціону мнонгів. Полюють майже кожну дику тварину, від дрібних істот до ведмедів, леопардів та диких слонів. Не полюють лише тигрів, оскільки вважається, що ця тварина пов'язана з духами. Рибу в річках ловлять голими руками, різними видами пасток, сплетених з бамбука, сітками або б'ють списами.
Мнонги вміло ловлять і приборкують слонів. Це єдина етнічна група в регіоні, що спеціалізується на цій справі. На лови диких слонів ідуть групою приблизно з 10 людей, маючи 5-6 приручених слонів. Упійманих слонів спочатку віддають досвідченим дресирувальникам, які працюють з ними 2-3 місяці. До села приводять вже приручених слонів. З приводу цієї події влаштовують спеціальний ритуал. До слонів у мнонгів особливе ставлення, вони вважаються повноправними членами громади.
За законодавством В'єтнаму полювання диких слонів тепер заборонено. Але в селах мнонгів, як у В'єтнамі, так і в Камбоджі, живуть домашні слони. Туристи, що подорожують регіоном, мають можливість покататися на них.
Домашніх слонів використовують для розчистки полів, перевезення вантажів тощо. Частина приручених слонів іде на продаж. Крім слонів, мнонги тримають буйволів, коней, кіз, свиней, курей, качок, собак. Буйволи використовуються як тяглова худоба. В низинних районах їх також виганяють на затоплені поля витоптувати ґрунт перед посадкою рису.
Ремесла у мнонгів не отримали помітного розвитку, вони обмежуються головним чином потребами сім'ї. Поширені ткацтво, вишивка, ковальство, плетення, обробка дерева.
Традиційно у мнонгів була добре розвинена торгівля, вівся обмін продуктами та товарами між селами. Підтримувалися зв'язки як між різними мнонзькими селами, так і з селами інших народів. Переважала бартерна форма торгівлі. Грошовий обіг у мнонгів незначний. Гроші вони отримують від продажу надлишкових тварин, а також наймаючись на роботу до в'єтнамських фермерів.

## Суспільство
Мнонги живуть сільськими громадами, які вони називають бон або буон. Кожен бон складається з двох або трьох родів, які утворюють сусідську громаду. Члени кожного роду пов'язані між собою кровними зв'язками. Громада має джерело води, цвинтар, орні землі та ділянку під житло.
На чолі села стоїть голова (старійшина). У мнонгів він є спадковим. До обов'язків голови входить організація громадських робіт, вирішення суперечок між жителями села, керівництво культовими церемоніями тощо. Він повинен добре знати традиції народу та мати відчуття справедливості, оскільки він є найвищим суддею в селі. У своїй діяльності голова спирається на раду старійшин, яка обирається селянами з числа впливових у селі чоловіків.
Спірні питання або конфлікти між сім'ями, родами чи селами вирішуються на основі звичаєвого права. В громадах поширені традиції взаємної допомоги.
Хоча сьогодні мнонги інтегровані в адміністративну систему В'єтнаму або Камбоджі, на місцевому рівні кожна громада зберігає самоврядні права.
Ядром суспільства є нуклеарна сім'я.
Спостерігаються залишки матріархату. Суспільство мнонгів матрилінійне, після одруження молоді зазвичай ідуть жити до хати дружини, діти отримують прізвище матері. У більшості сімей жінки контролюють сімейні фінанси, вони займають ключові позиції у домогосподарстві.

## Побут

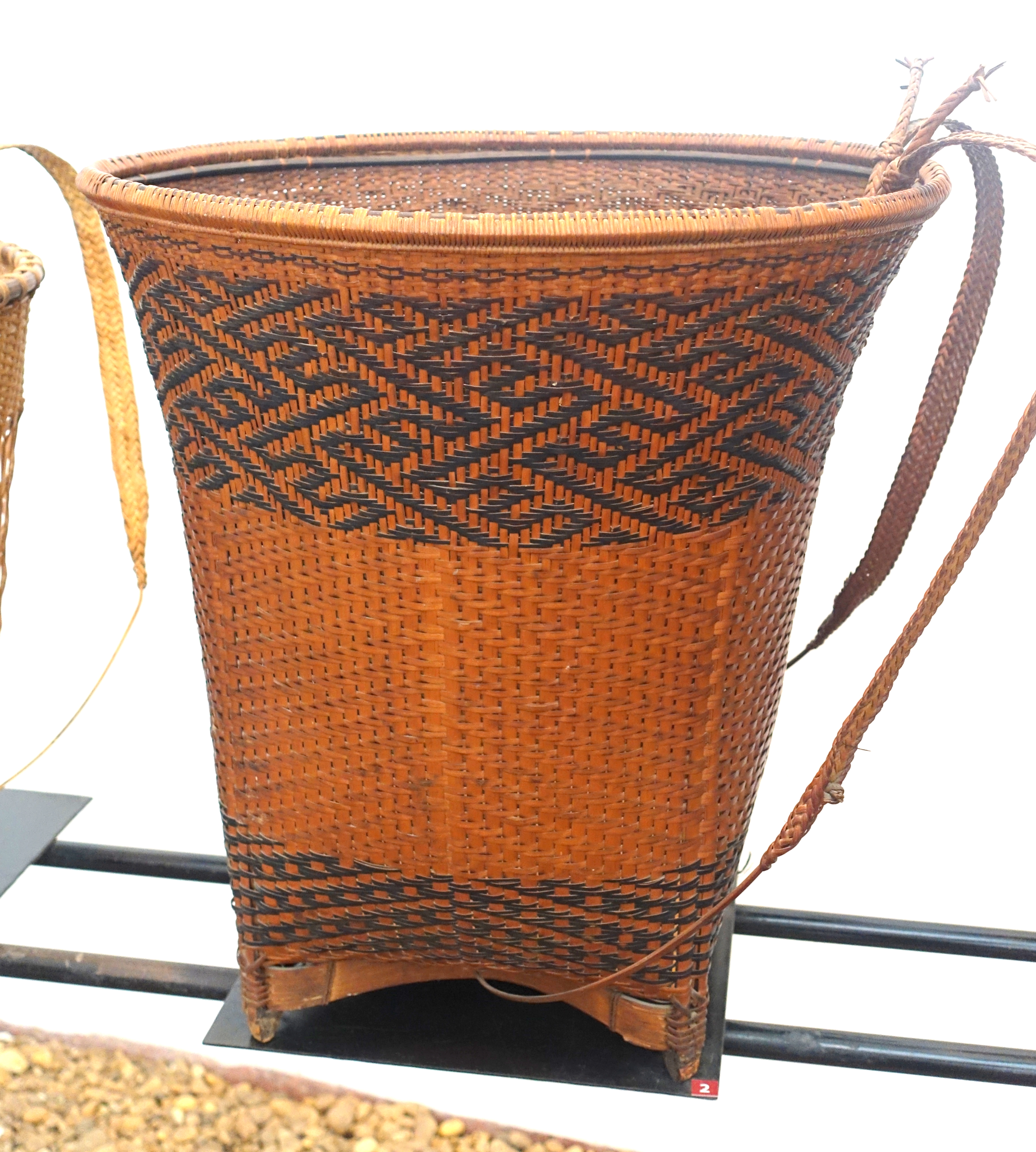
Мнонзький кошик з колекції музею етнографії в Ханої.

Чоловіки носять пов'язки на стегнах, залишаючи торс голим. Жінки вдягають спідниці, що сягають щиколоток. Цей традиційний одяг прикрашають вишивкою з традиційними візерунками на темному фоні кольору індиго. Як чоловіки, так і жінки також вдягають одяг, що нагадує пуловер (з рукавами або без них). У чоловіків він сягає середини стегон, а у жінок значно коротший і тісно прилягає до тіла.
Мнонги, особливо жінки, люблять прикраси: намиста, сережки та браслети з міді, олова або срібла.
У мнонгів дуже поширені кошики домашньої роботи, які носять за спиною. З ними ходять усюди, чи то йдуть на роботу, чи збираються відвідати друзів, і кладуть до них все необхідне.
Основу харчування становить рис.
Всі мнонги, незалежно від статі або віку, люблять вживати алкоголь і палити. З рису готують домашній самогон. Зберігають його у спеціальних глечиках: невеликих для повсякденного вживання та великих орнаментованих глеках для релігійних обрядів.
Взагалі глечики займають дуже важливе місце в життя мнонгів. Це не лише посудина для зберігання продуктів, уважається, що в глечиках живуть добрі духи. З покоління в покоління передаються рідкісні антикварні глечики, які використовуються з обрядовою метою.
Воду мнонги зберігають у висушених порожніх гарбузах або трубках, що є секціями стебла бамбука.

## Вірування
За даними Joshua Project [Архівовано 31 березня 2019 у Wayback Machine.], більшість мнонгів у В'єтнамі є християнами, а в Камбоджі більшість їх зберігає традиційні вірування.
Мнонги вірять в існування надприродних сил, які впливають на життя людини. Їх світ наповнений численними духами. Найважливішим серед них є дух рису (нду), який забезпечує врожай сільськогосподарських культур і водночас вважається міфічною істотою, що створила світ. Далі за ієрархією йдуть духи неба, землі, вогню і води. Кожен з них має духів нижчого рівня, наприклад, у духа небо це духи, що керують сонцем, місяцем, зірками та дощем.
У світі мнонгів є також злі духи або демони, яких вони називають каак. Вважається, що вони крадуть душі людей, викликаючи хвороби.
Шанують мнонги також духів предків, адже ті опікуються своїми потомками.
Мнонги можуть «спілкуватися» з духами й звертаються до них по допомогу в тяжкі хвилини життя.
Життя народу регулюється численними табу, порушення яких може викликати гнів і покарання духів. Порушник має принести жертву для заспокоєння духів.
Мнонги мають особливі духовні стосунки з лісом. Ліс надає їм притулок, де вони почувають себе у безпеці. Ліс — це також місце, де панують духи.

## Традиційні церемонії
Мнонги зберігають багато своїх традиційних обрядів та звичаїв. За традицією у селах мнонгів по закінченні жнив проводять різні ритуали й свята щоб висловити вдячність духам і предкам виявити вдячність духам і предкам за їх заступництво, за те, що вони приносять гаразди людям. Найбільшою церемонію вважається заколювання буйвола, якого приносять у жертву духам, прагнучи знову отримати гарний урожай.
Мнонги мають різні обряди, пов'язані з певними віхами життя: обряд ініціації, весільний обряд, поховальний обряд тощо.
Весільний обряд складається із декількох етапів. Спочатку відбувається сватовство, тоді йдуть заручини й приблизно за тиждень після цього вже грають весілля. У виборі подружжя дівчина у мнонгів є активною стороною. У минулому навіть було прийнято сватати молодого, а не молоду, але тепер традиції змінилися. Під час заручин свати ретельно вивчають родовід молодят, щоб вони не виявилися родичами. Саме весілля проводиться на широку ногу, на бенкет збирають усіх односельців, готують багато їжі, п'ють самогон, танцюють, виконують вітальні обряди. Святкування зазвичай триває 2-3 дні.

## Народна творчість

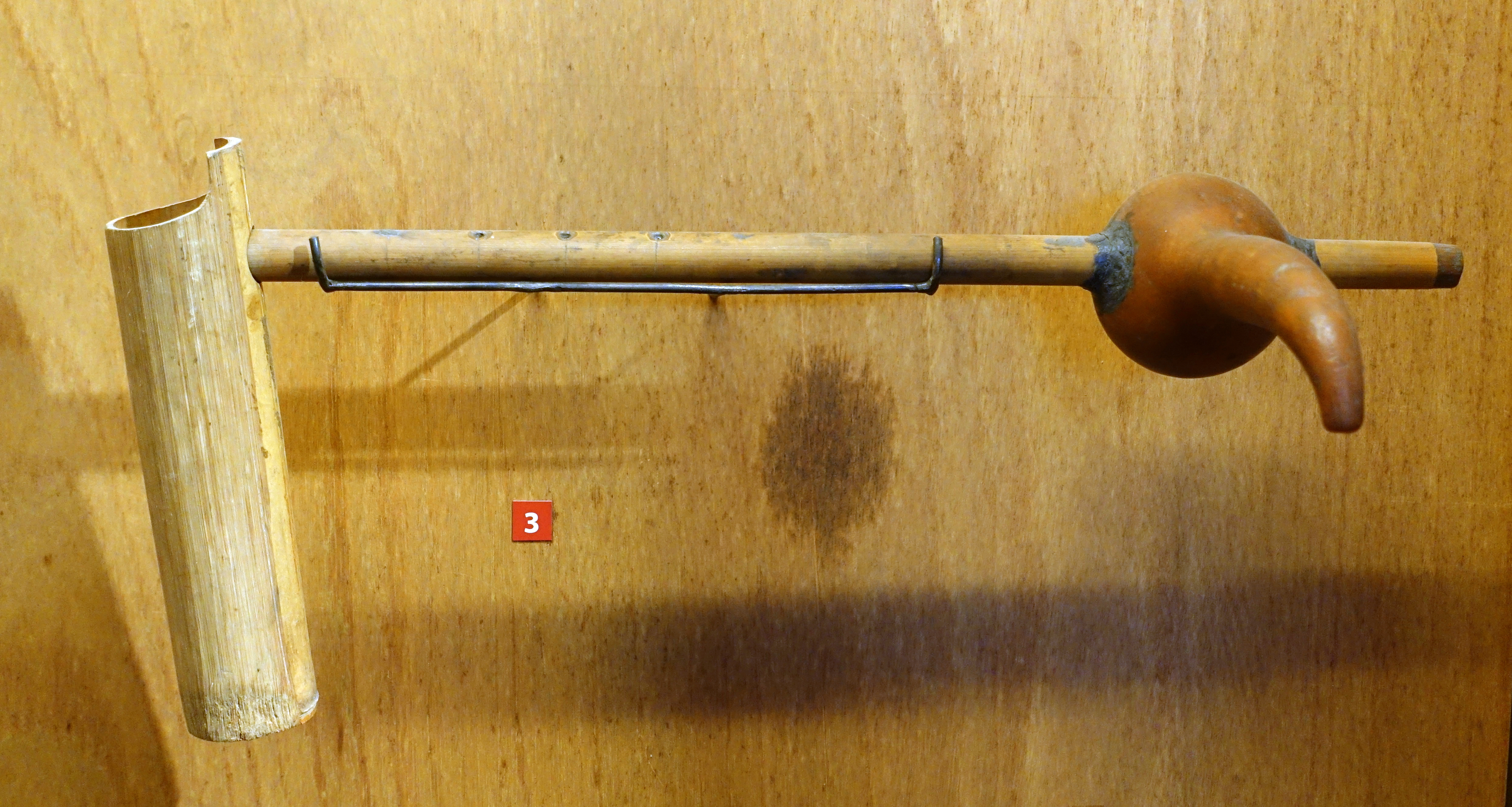
Один з традиційних музичних інструментів мнонгів.

Мнонги мають багато старовинних оповідань, прислів'їв, приказок, народних пісень та традиційної музики.
Народна традиція народу зберігає епічні оповідання, які протягом віків в усній формі передаються з покоління в покоління. У мнонгів є спеціальні оповідачі з хорошою пам'яттю, добре поставленим, емоційним голосом. Вони можуть знати напам'ять понад 100 оповідань. Це вважається даром від духів. Є оповідання, що складаються з десятків тисяч фраз, і на їх виконання оповідач витрачає 3-4 ночі. Окреме місце займає легенда «От Н'Ронг», яка вважається одним із найдовших епічних творів у світі. Це енциклопедія історії окремих родів, збірка народних уявлень про небо, землю, духів, вірування, про людину, зв'язки у суспільстві, традиції і звичаї народу, історію народу, його вміння підкорювати природу, ненависть до війни й любов до миру, постійне прагнення до кращого.
Зберігаються традиційні народні інструменти: набори гонгів, великі шкіряні барабани, місцеві духові та струнні інструменти. Мнонги також є творцями одного з найстаріших музичних інструментів у світі — літофона, який з’явився ще в добу палеоліту близько 3000 років тому. Мнонги називають його гоонглу, тобто кам’яний гонг. Цей інструмент нагадує ксилофон, «клавішами» якого є кам'яні пластини. Ці пластини мають різну форму та розміри, удари по них створюють звуки різної висоти, що нагадують дзвони. Грають на літофонах лише під час проведення певних церемоній.